# پینجارا، استرالیای غربی
پینجارا (به انگلیسی: Pinjarra) یک شهرک در استرالیا است که در Shire of Murray واقع شده‌است.

## افراد سرشناس
- سیر راس مکلارتی
- جان باتلر
- آیوتا
- کامدین مکنتاش - فوتبالیست آمریکایی در باشگاه ریچموند
- هارلی بنل
- پیتر داوسون